# Het einde van de geschiedenis en de laatste mens
Het einde van de geschiedenis en de laatste mens (Engels: The End of History and the Last Man) is een boek uit 1992 geschreven door de Amerikaanse politieke denker Francis Fukuyama. Het bouwt voort op diens essay The End of History? dat in 1989 gepubliceerd werd in The National Interest, een tijdschrift voor internationale aangelegenheden. In het boek en het essay verdedigt Fukuyama de controversiële stelling dat het einde van de Koude Oorlog ook het einde van de vooruitgang van de menselijke geschiedenis markeert.

What we may be witnessing is not just the end of the Cold War, or the passing of a particular period of post-war history, but the end of history as such: that is, the end point of mankind's ideological evolution and the universalization of Western liberal democracy as the final form of human government.

De gebeurtenissen waarvan we getuigen zijn, betreffen niet enkel het einde van de Koude Oorlog, of het voorbijgaan van een specifiek tijdperk uit de naoorlogse geschiedenis, maar het einde van de geschiedenis als dusdanig: namelijk, het eindpunt van de ideologische evolutie van de mensheid en de universalisering van de Westerse liberale democratie als de uiteindelijke vorm van menselijk bestuur.

## Fukuyama's stelling
De stelling van Fukuyama bestaat uit drie centrale elementen.
- Het eerste element is een empirisch argument. Fukuyama toont aan dat sinds het begin van de 19e eeuw de democratie van slechts één bestuurssysteem tussen vele, is uitgegroeid totdat in het heden de meerderheid van de regeringen in de wereld democratisch genoemd kunnen worden. Hij wijst er daarnaast op dat de belangrijkste alternatieven voor de democratie, die hij ziet als diverse vormen van dictatuur, in het recente verleden in diskrediet zijn gebracht. Volgens Fukuyama heeft de democratie zich sinds de Franse Revolutie herhaaldelijk bewezen als een fundamenteel beter systeem dan eender welk van de alternatieven en dit zowel op moreel, politiek en economisch vlak.
- Het tweede element is een filosofisch argument, dat door Fukuyama ontleend wordt aan G.W.F. Hegel. Kort samengevat ziet Fukuyama de geschiedenis als een dialectisch proces tussen twee klassen, naar analogie van de dialectiek van heer en slaaf. Uiteindelijk moeten de these, in casu de meester, en de antithese, in casu de slaaf, samenkomen in een synthese, waarbij de beide klassen erin slagen om samen te leven. Dit kan volgens Fukuyama enkel gerealiseerd worden in een democratie.
- Ten slotte argumenteert Fukuyama ook dat omwille van diverse redenen het radicale socialisme of communisme niet gemakkelijk in overeenstemming te brengen is met de representatieve democratie. Bijgevolg is het zeer aannemelijk dat democratieën zich in de toekomst allen zullen beroepen op een vorm van de markt en dat de meeste daarvan waarschijnlijk kapitalistisch of sociaaldemocratisch zullen zijn.

Fukuyama baseerde zich in zijn boek voor een belangrijk deel op ideeën die Alexandre Kojève in de jaren 1930 en 1940 formuleerde. Deze Frans-Russische filosoof kwam met een zeer eigenzinnige, maar in Frankrijk zeer invloedrijke duiding van de filosofie van de Duitse filosoof Georg Wilhelm Friedrich Hegel. Hegels geschiedsfilosofie leidt daadwerkelijk tot een eind in de zin van een laatste synthese, wanneer er op wereldpolitiek niveau geen tegenstellingen meer zouden bestaan (zie het artikel over dialectiek).

## Argumenten die de stelling van Fukuyama ondersteunen

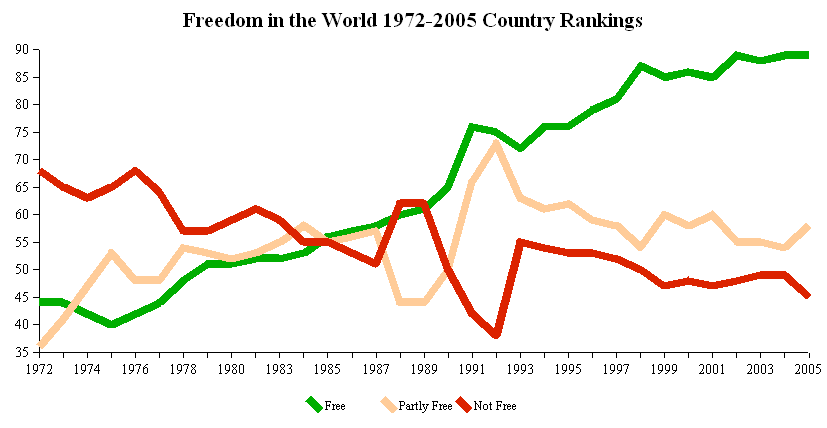
Deze grafiek toont het aantal landen in de verschillende categorieën die gehanteerd worden in het onderzoek Freedom in the world 2006, uitgevoerd door Freedom House. De grafiek geeft de evolutie weer gedurende de periode van 1972 tot 2005. Landen worden gecategoriseerd als vrij, gedeeltelijk vrij of niet vrij. Onder vrije naties worden hierbij liberale democratieën verstaan

- Er is empirisch bewijs geleverd dat de theorie van Fukuyama ondersteunt. Freedom House, een onafhankelijke ngo met als doel de bevordering van vrijheid in de wereld, stelt dat er in het jaar 1900 geen enkele liberale democratie bestond met algemeen stemrecht, maar dat vandaag op een totaal van 192 naties, 120 landen, of 62% van het totaal, deze bestuursvorm hebben aangenomen. Zij telden 25 (19%) naties met begrensde democratische praktijken in 1900, tegenover een totaal van 16 (8%) in 2006. Ze telden daarnaast in 1900 een totaal van 19 (14%) constitutionele monarchieën, waar de grondwet beperkingen oplegt aan de macht van de monarch ten voordele van verkozen machthebbers. Van deze constitutionele monarchieën blijft er vandaag geen enkele over. Al de overige landen hadden en hebben vandaag nog steeds een vorm van niet-democratisch bestuur.[3]
- De democratische vredestheorie stelt dat er statistisch bewijs is dat bij democratieën zowel externe als interne oorlogen en conflicten systematisch afnemen. Dit gegeven lijkt verenigbaar te zijn met de theorie van Fukuyama, terwijl het in tegenspraak is met de hypothese van Marx met betrekking tot de toenemende klassenstrijd.
- Het einde van de Koude Oorlog en de erop volgende toename van het aantal liberale democratieën, ging gepaard met een plotse en radicale terugval van het totaal aantal oorlogsconflicten wereldwijd, oorlogen tussen staten, etnische oorlogen, revolutionaire oorlogen en het aantal vluchtelingen en ontheemde personen.[4]

## Kritieken op de stelling van Fukuyama
Er is vanuit vele verschillende hoeken kritiek gekomen op de stelling van Fukuyama met betrekking tot het einde van de geschiedenis, waaronder de onderstaande:
- Talrijke intellectuelen en denkers hebben kritiek geuit op de these van the end of history. Een van de meest invloedrijke kritieken kwam van Samuel Huntington, die in zijn boek The clash of civilizations stelt dat de tijdelijke conflicten tussen ideologieën terug vervangen worden door het klassieke conflict tussen beschavingen. De dominante beschaving beslist over de vorm van menselijk bestuur en deze beschavingen zullen niet constant blijven.
- Sommige critici werpen op dat moslimfundamentalisme in de 21e eeuw een gelijkaardige plaats inneemt ten aanzien van de democratie als bijvoorbeeld het stalinisme en fascisme in de 20e eeuw deden, namelijk als een fundamenteel intellectueel alternatief. Fukuyama bespreekt dit punt kort in The end of history. Hij argumenteert dat de islam geen imperialistische kracht is, zoals het stalinisme of het fascisme dat waren. Zo heeft de islam bijvoorbeeld weinig intellectuele of emotionele aantrekkingskracht buiten het islamitische kerngebied. Fukuyama wijst ook op de grote economische en politieke moeilijkheden waarmee landen als Iran en Saoedi-Arabië te kampen hebben en argumenteert dat dergelijke staten fundamenteel instabiel zijn. Zij zullen op termijn ofwel evolueren tot een democratie met een moslimsamenleving, naar voorbeeld van landen als Turkije, ofwel zullen ze uit elkaar vallen. Als er toch islamitische staten opgericht worden, vallen deze gemakkelijker onder de dominantie van Westerse staten. Op deze stellingname van Fukuyama wordt gereageerd door Benjamin Barber in diens boek Jihad vs. McWorld. Barber stelt daar dat er slechts één alternatief is voor de Westerse liberale democratieën (McWorld), namelijk het fundamentalisme (jihad).[bron?]
- Sommigen argumenteren dat Fukuyama de democratie naar Amerikaanse stijl als enige correcte politieke systeem voorstelt en dat alle landen onvermijdelijk zullen moeten overschakelen op dit specifieke bestuurssysteem. Vele commentatoren van Fukuyama's werk claimen echter dat dit een misinterpretatie is van diens boodschap. Fukuyama's argument stelt enkel dat er in de toekomst meer regeringen zullen zijn die gebruikmaken van het kader van de parlementaire democratie, aangevuld met een vorm van markteconomie. Landen als Zweden, Venezuela, Turkije, India en Ghana voldoen net zo goed - of zelfs beter - aan deze beschrijving als de V.S.:

Het einde van de geschiedenis was nooit verbonden met een specifiek Amerikaans model van sociale of politieke organisatie. In navolging van Alexandre Kojève, de Russisch-Franse filosoof die de inspiratiebron vormde voor mijn oorspronkelijke argument, ben ik van overtuiging dat de Europese Unie meer accuraat weergeeft hoe de wereld er uit zal zien aan het einde van de geschiedenis dan de Verenigde Staten. De poging van de EU om soevereiniteit en traditionele machtspolitiek te overstijgen door de vestiging van een transnationale rechtsstaat, ligt meer in de lijn van de post-historische wereld dan het aanhoudende geloof in God, nationale soevereiniteit en hun militaire apparaat.

- Sommige radicale libertariërs, waaronder Hans-Hermann Hoppe in diens boek Democracy: the god that failed, stellen dat de democratie gefaald heeft in het naleven van de klassiek liberale traditie, door individuele rechten ondergeschikt te maken aan het algemeen belang. Hieruit volgt dan de conclusie dat de democratie eigenlijk een verval in de beschaving betekent, ten aanzien van de monarchie. Hoppe ontleent dit argument aan het boek Du pouvoir van de Franse filosoof Bertrand de Jouvenel.
- Het marxisme geeft een andere filosofie van het einde van de geschiedenis. Bijgevolg behoren de hedendaagse marxisten tot de strengste critici van Fukuyama. Enerzijds wijzen de marxisten op een aantal onmiskenbare feiten, zoals het gegeven dat ook in kapitalistische democratieën armoede en etnische spanningen voorkomen. Daarnaast verwerpen de marxisten ook de invloeden van Hegel in het denken van Fukuyama. Volgens hen was de filosofie van Hegel deficiënt vooraleer Marx de theorie omkeerde om ze om te vormen tot het historisch materialisme. Fukuyama stelt dat, ondanks het voorkomen van armoede, racisme en seksisme in hedendaagse democratieën, er geen tekenen zijn dat er zich geen revolutionaire beweging ontwikkelt die het kapitalisme omver zou kunnen werpen. Of een dergelijke beweging in de nabije toekomst zou kunnen ontstaan, blijft onduidelijk. Hoewel de marxisten het niet eens zijn met Fukuyama's stelling dat de kapitalistische democratie het einde van de geschiedenis vormt, zijn zij het er wel mee eens dat het einde van de geschiedenis ligt in de democratie, namelijk het communisme, dat volgens de marxisten noodzakelijk een vorm van directe democratie impliceert.
- De stelling wordt ook tegengesproken door bepaalde strekkingen van het feminisme. Hoewel liberale feministen de staat zien als een vehikel zien die de realisatie van de nagestreefde doelen van de beweging mogelijk maakt, zijn er radicale en conservatieve feministen die stellen dat de liberale democratieën, ondanks dat ze een vooruitgang vormen ten aanzien van andere systemen, nog steeds een lange weg te gaan hebben vooraleer er sprake kan zijn van volledige gendergelijkheid.
- Ook ecologisten uiten kritiek op de stelling van Fukuyama. Zij stellen dat de ongebreidelde groei van kapitalistische economieën in conflict zal komen met de schaarste van de grondstofvoorraden. Om dit probleem op te lossen, zou een radicale sociaal-economische verandering nodig zijn in de ontwikkelde wereld.
- Jacques Derrida bekritiseert Fukuyama in Spectres de Marx (1993) als een late lezer van Alexandre Kojève, die in de jaren 50 de Amerikaanse samenleving beschreef als de realisatie van het communisme. Volgens Derrida is Fukuyama - samen met de snelle bekendheid van zijn boek - een symptoom van de angst opgewekt door de spoken van Marx. Fukuyama's loftuitingen op de liberale hegemonie worden door Derrida als volgt bekritiseerd:

Het moet uitgeschreeuwd worden, in een tijd waar sommigen de moed hebben over te gaan tot het neo-evangeliseren in naam van het ideaal van de liberale democratie dat zichzelf eindelijk gerealiseerd heeft als het ideaal van de menselijke geschiedenis: Nooit eerder in de geschiedenis van de aarde en de mensheid hebben geweld, ongelijkheid, uitsluiting, hongersnood en dus ook economische onderdrukking zoveel menselijke wezens getroffen. In plaats van het bezingen van de komst van het ideaal van de liberale democratie en van de kapitalistische markt in de euforie van het einde van de geschiedenis, in plaats van het vieren van het einde van de ideologieën en het einde van de grote emancipatorische discoursen, laat ons nooit het macroscopische feit negeren, dat uitgemaakt wordt door onnoemelijk veel enkelvoudige situaties van lijden: Geen enkel niveau van vooruitgang staat ons toe te negeren dat nooit eerder op aarde, in absolute cijfers, zoveel mannen, vrouwen en kinderen onderworpen werden, verhongerden of uitgeroeid werden

Een mogelijk antwoord op deze kritiek is uiteraard dat het misleidend is om naar armoede te kijken in absolute cijfers, in plaats van naar percentages, wanneer men weet dat de wereldbevolking een snelle stijging doormaakt, dat armoede in snel tempo afneemt en dat de meest extreme gevallen van al deze problemen overwegend voorkomen in niet-democratische gebieden.
- Het is ook al aangehaald dat Fukuyama's notie van het einde van de geschiedenis niet meer is dan een Hegeliaanse uiting van de whig historiography, een teleologische visie van het verleden als progressie naar het heden. De laatste delen van Fukuyama's boek maken echter duidelijk dat hij geen liberale optimist is. Fukuyama is eerder pessimistisch ingesteld en wordt hierbij geïnspireerd door Friedrich Nietzsche (in het bijzonder diens interpretatie door Leo Strauss) die het tijdperk aankondigt waarin de mens als laatste mens niet langer in staat is een hoger doel te stellen en aldus boven zichzelf uit te stijgen.
- De Venezolaanse president Hugo Chávez heeft beargumenteerd tegen the end of history in zijn toespraak voor de Algemene Vergadering van de Verenigde Naties in september 2006.[7] Al in augustus 2006 reageerde Fukuyama zelf op de argumenten van Chávez in een opiniestuk in The Washington Post.[8]

Ook Fukuyama kwam later deels terug op zijn stelling. Hij zei dat de stelling onvolledig is, zij het om een andere reden. In zijn latere boek Our posthuman future argumenteerde hij dat er geen einde van de geschiedenis kan zijn, zonder dat er ook een einde gekomen is aan moderne natuurwetenschappen en de technologie. Fukuyama voorspelde dat de controle van de mens over de evolutie een grote en mogelijk verschrikkelijke invloed kan hebben op de liberale democratie.

## Verkeerde interpretaties
De meest fundamentele en meest voorkomende fout bij het discussiëren over Fukuyama's werk is het verwarren van het begrip geschiedenis met het begrip gebeurtenissen. Fukuyama beweert niet dat op een gegeven punt in de toekomst gebeurtenissen niet meer zullen voorkomen. Wat hij wel verdedigt, is de stelling dat in de toekomst de democratie steeds meer dominant zal worden. Ook als het totalitarisme terug zou komen, zou dit slechts een tijdelijke stap terug zijn, waarna de evolutie in de richting van de democratie zal voortgaan.

## Fukuyama's stelling versus het historisch materialisme van Karl Marx
De stelling dat het einde van de Koude Oorlog meteen ook het einde van de vooruitgang van de menselijke geschiedenis markeert staat tegenover het historisch materialisme, de filosofie van de geschiedenis die verdedigd werd door Karl Marx. Het einde van de geschiedenis zoals die door Marx verdedigd werd, is een tijd waarin klasseverschillen niet langer voorkomen, waarbij hij uitgaat van de overtuiging dat deze onderscheidingen de oorzaak zijn geweest van de evolutie binnen elke bestaande samenlevingen tot nu toe. Hij noemt deze eindpositie van klasseloosheid, die onvermijdelijk zal gerealiseerd worden (hoewel hij nooit precies aangeeft wanneer dit het geval zal zijn) het communisme.
De stelling van Fukuyama die geponeerd wordt aan het einde van de Koude Oorlog, bevat een duidelijke verwijzing naar de historische dialectiek van Marx. Fukuyama zelf keert terug naar het werk van de oorspronkelijke bron van de dialectiek van Marx, namelijk dat van Hegel (en in het bijzonder de interpretatie van diens werk door de Franse denker Alexandre Kojève) door te argumenteren dat er een historische vooruitgang heeft bestaan, die geleid heeft naar de ontwikkeling van een seculiere, vrije markt-democratie. Fukuyama lijkt deze oriëntering naar het werk van Kojève te hebben overgenomen van de vooraanstaande Straussiaans geïnspireerde politiek-filosoof Allan Bloom, waarbij Fukuyama in opleiding is geweest.

## Verder lezen
In het Engels:
- Francis Fukuyama, The end of history and the last man, Free Press, 1992.(ISBN 0-02-910975-2)
  - Recente herdruk: Free Press, 2006. (ISBN 978-0743284554)

In het Nederlands:
- Francis Fukuyama, Het einde van de geschiedenis en de laatste mens (vert.:A Kapteyns-Bacuna), Contact, 1999. (ISBN 902542158X)